# シロエリマイコドリ
シロエリマイコドリ（学名：Corapipo altera）は、スズメ目マイコドリ科に分類される鳥類の一種。

## 分布
南アメリカ